# Vandranje
U cehovskom društvu, šegrt bi po završetku naukovanja stekao titulu pomoćnika, odnosno kalfe ili djetića. Da bi kalfa postao majstorom s pravom na samostalno obavljanje obrta, morao je krenuti na višegodišnje putovanje i obavljati praksu kod različitih majstora, što se nazivalo "vandranje". Po završetku tog razdoblja, kalfa bi polagao majstorski ispit i stjecao titulu majstora.